# ムハンマド・アル＝サフラウィ
ムハンマド・アル＝サフラウィ（アラビア語: محمد السهلاوي、1987年1月10日 - ）は、サウジアラビア・フフーフ出身のサッカー選手。アル・サファーFC所属。元サウジアラビア代表。ポジションはフォワード。
『モハンメド・アルサハラウイ』と表記されることもある。

## 経歴
2010年5月29日、オーストリア・インスブルックのティヴォリ・シュターディオンで行われたスペイン戦でサウジアラビア代表初ゴールを記録した。

## 代表歴

### 出場大会
- U-20サウジアラビア代表 2006-2007
- U-23サウジアラビア代表 2007-2008
- サウジアラビア代表 2009-2018
  - 2018 FIFAワールドカップ

### 試合数
- 国際Aマッチ 43試合 28得点（2010年-2018年）[1]

| サウジアラビア代表 | 国際Aマッチ | 国際Aマッチ |
| 年                 | 出場        | 得点        |
| ------------------ | ----------- | ----------- |
| 2010               | 1           | 1           |
| 2011               | 2           | 1           |
| 2012               | 6           | 2           |
| 2013               | 2           | 0           |
| 2014               | 2           | 0           |
| 2015               | 10          | 18          |
| 2016               | 4           | 2           |
| 2017               | 7           | 4           |
| 2018               | 9           | 0           |
| 通算               | 43          | 28          |

## タイトル
アル・ナスル
- サウジ・プロフェッショナルリーグ 優勝 (3) : 2013-14, 2014-15, 2018-19
- クラウンプリンスカップ 優勝 (1) : 2013-14